# Maurice Chavane
Marie Louis Maurice Chavane (né le 25 mars 1881 à Vesoul et mort le 27 juin 1957 à Neuilly-sur-Seine) est un dirigeant d'industrie français.

## Biographie
Fils de François Xavier Alfred Chavane et de Marie Lucile Vincent, Maurice Chavane est né 20 place du Palais à Vesoul.
Il est ancien élève de l'École polytechnique (promotion 1899 ; sorti en 1901 classé 80 sur 218 élèves) et ingénieur civil des mines (promotion 1902 de l'École des mines de Paris). Il est également officier de la Légion d'honneur et croix de guerre 1914-1918.
À sa sortie de l'école des Mines, il débute comme ingénieur à la Compagnie des mines de Saint-Éloi. Quelques années plus tard il accepte le poste de directeur des Faïenceries de Lunéville.
Le 30 juin 1914, il épouse à Givet Marie Lucienne Parent (1891-1970) qui est l'arrière-petite-fille de Herman Thorn et d'André d'Audebard de Férussac. Ils ont cinq enfants : Henri (1921-2005), Vincent, Thérèse, Rémy et Marie-Alice.
En 1914, il est mobilisé dans l'artillerie. Son courage devant l'ennemi lui vaut la croix de guerre. À l'armistice il est commandant d'un groupe de 155. En 1919, il est nommé séquestre de la mine allemande Saar und Mosel à Merlebach, à la frontière franco-sarroise. Le 12 décembre 1919 la Société houillère de Sarre et Moselle est constituée. Son influence personnelle transforme rapidement cette mine, reprise aux Allemands en piteux état, en un centre d'extraction particulièrement moderne (remblayage hydraulique) et actif. Il est nommé administrateur de la société, puis en 1930, président-directeur général, fonction dans laquelle il reste jusqu'à la nationalisation des houillères en 1946.
L'activité de Maurice Chavane s'étend à d'autres sociétés. Il est président-directeur général de la Société mosellane financière et de crédit, de la Compagnie des produits chimiques de Roche-la-Molière et de la Société industrielle du port de Nomexy. Il est également administrateur de la Compagnie des mines d'Aniche, des Huiles, Goudrons et Dérivés, des Travaux souterrains, de la Société minière des schistes bitumineux et de l'Union des mines.
Il joue également un rôle important dans l'organisation professionnelle de l'industrie minière française. Il est vice-président de la Société de l'industrie minérale (district de l'Est), président de l'Office statistique des houillères, membre du conseil de direction du Comité d'études minières pour la France d'Outre-Mer, ainsi que de la Commission technique du Comité des houillères.

## Source
- École des mines, Revue des ingénieurs, novembre 1957
- « Charbonnages de France »